# 송석원
송석원(松石園)은 지금의 서울특별시 종로구 옥인동 47번지 일대를 부르는 지명이다. 인왕산에서 흘러 내리는 옥류동 계곡이 이곳을 관통하였으며, 계곡 주변의 경관이 뛰어나 조선 시대 중기부터 많은 양반과 중인이 찾는 곳이었다. 특히 중인 계층을 중심으로 위항 문학 운동이 일었는데, 옥류동 계곡에 천수경이 송석원이라는 집을 짓고 살면서 그를 중심으로 열린 옥계시사 또는 송석원시사가 널리 알려졌다. 송석원시사의 부흥을 계기로 이 일대의 지명은 옥류동 계곡을 말하는 옥계(玉溪) 대신 송석원이라 불리게 되었다.
천수경 사후 송석원의 주인은 여러 차례 바뀌었는데, 장동 김씨라 불린 신 안동 김씨와 여흥 민씨를 거쳐 1910년경에 윤덕영이 송석원을 가지게 되었다. 윤덕영은 일제 강점기에 옥인동 땅의 절반 이상을 사들이고, 송석원 터에 프랑스풍 건물인 양관(洋館)이 중심이 된 벽수산장(碧樹山莊)이라는 저택을 지었다. 양관은 한국 전쟁 전후에 한국통일부흥위원단 청사로 쓰이다가 1966년에 불탔고, 1973년에 철거되었다. 해방 이후 옥류동 계곡 주변에는 많은 주택이 들어섰고, 주민들은 여전히 그 일대를 송석원이라 부른다.

## 역사

### 1600년대

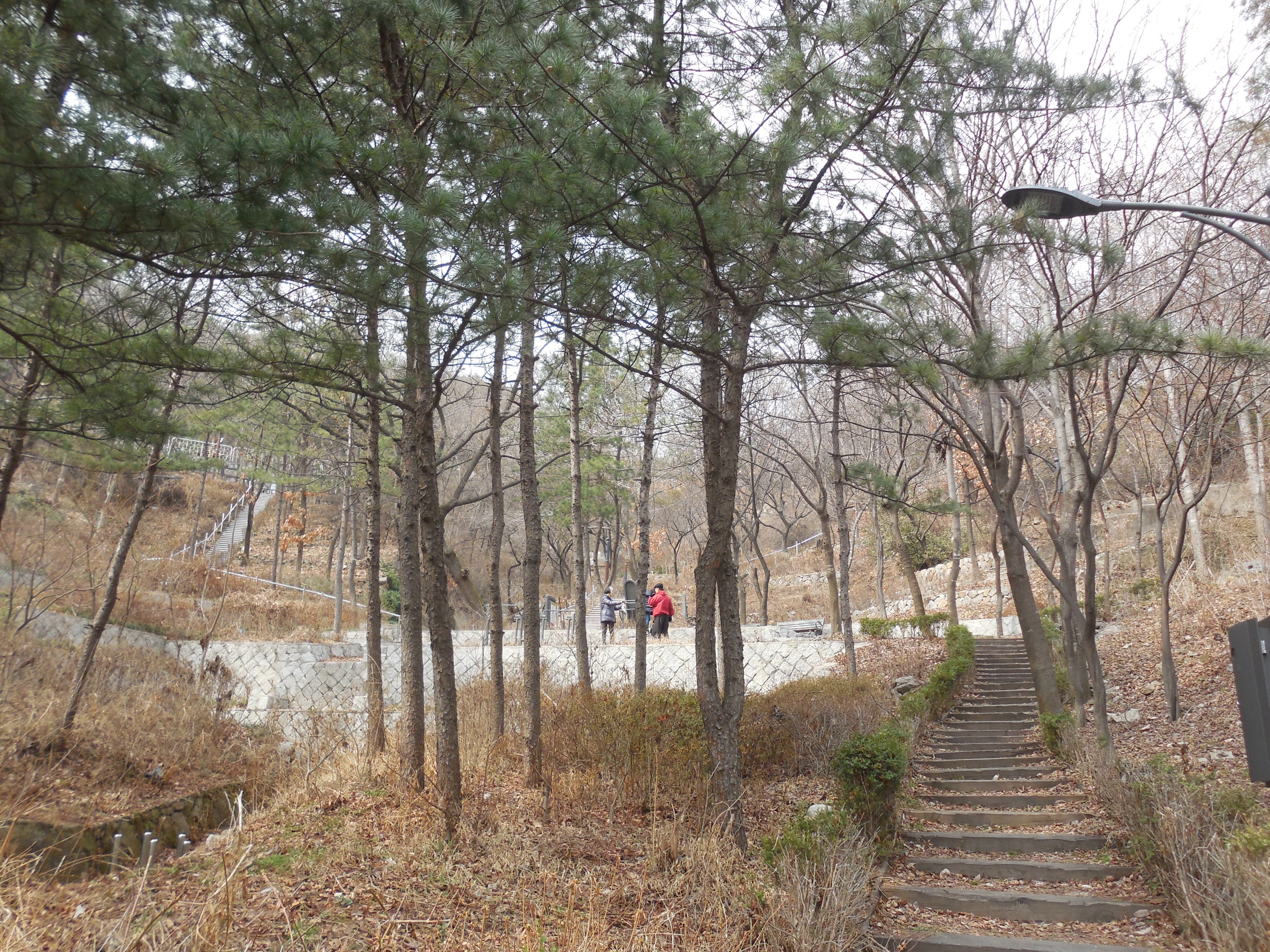
청휘각 터

옥류동천은 청계천의 지류로, 수성동 계곡에서 동쪽으로 흘러 내려오는 본류와, 북쪽에서 흘러 내려오다 누하동 77-15번지 앞에서 본류로 합류하는 옥류동(玉流洞) 계곡을 통칭한다. 옥류동 일대에는 장동 김씨(壯洞金氏)라 불린 신 안동 김씨 세력이 모여 살았는데, 이들이 원래 옥류동에 살았던 것은 아니다. 인왕산 부근에 처음으로 정착한 장동 김씨는 김상용으로, 그는 1608년에 청풍계에 별장을 지었다. 김상용의 동생 김상헌은 현재의 궁정동 2번지에 해당하는 육상궁 서쪽에서 살았다. 김상헌은 문집 《청음집》에 실은 〈유서산기〉(遊西山記)에, 1614년 가을에 모친이 눈병을 앓자 인왕산에 있는 샘물이 눈병을 낫게 한다는 소문을 듣고 인왕동에 있던 소세양의 옛집인 청심당(淸心堂) 터를 지나 샘물을 다녀온 이야기를 남겼다.
1600년대 후반에 이르러 옥류동으로 처음으로 넘어온 것은 김상헌의 손자 김수항이었다. 1683년, 김수항은 옥류동에 육청헌(六靑軒)이라는 집을 지었다. 이어 1686년에 육청헌 마당에 청휘각(淸暉閣)이라는 누각을 지었으며, 이를 축하하기 위하여 인근에 살던 남용익이 시를 지어 보내자 김수항도 답시를 보냈다. 육청헌은 김수항이 1689년에 기사환국으로 사사(賜死)된 뒤 버려졌고, 나중에 그의 아들 김창집이 고쳐 지어 쉬는 곳으로 삼다가, 김창집마저 신축옥사로 사사되자 후손들이 훗날 독충당(篤忠堂)이라는 사당을 지었다. 청휘각은 그의 아들 노가재(老稼齋) 김창업이 갖게 되어 1715년에 새로 지었다. 청휘각 뒤에는 김창업이 즐겨 마셨다 하여 가재우물(稼齋―)이라 불린 우물이 있었는데, 이곳이 바로 김상헌이 〈유서산기〉에 남긴 샘물이다. 가재우물은 지금도 옥인동 47-376번지에 남아 있으나 그 위에 세워진 주택 아래 쇠창살 안쪽에 콘크리트로 덧칠된 상태라 우물의 기능을 하지 못한다. 육청헌의 위치는 옥인동 47-73번지 일대로 추정된다.
한편, 왕족이 아닌 일반 백성이 경복궁 서쪽 지역에 살게 된 것은 임진왜란 이후인 1600년대의 일로, 양반 계급은 주로 높은 지대에, 중인 계급에 속하는 서리(書吏)나 경아전(京衙前)들은 낮은 지대에 모여 살게 되었다. 이 중인들은 시사(詩社)라는 시 모임을 결성하고 위항 문학 운동을 펼쳤다. 위항 문학 최초의 모임인 풍월향도(風月香徒)가 북악산 삼청동을 중심으로 한 것에 비하여, 임준원(林俊元)을 필두로 결성된 낙사(洛社)는 북악산 아래뿐 아니라 인왕산 옥류동 계곡과 필운대에서도 모여 시를 지었다.

### 1700년대
1700년대에 옥류동 계곡 일대에는 장동 김씨의 집뿐만 아니라 중인들의 집이 곳곳에 혼재하였으며, 이미 위항 시인들은 옥류동 일대에 몇 대를 걸쳐 모여 살고 있었다. 그 가운데 장혼, 천수경, 김낙서(金洛瑞), 임득명(林得明), 김태한(金泰漠), 노윤적(盧允迪) 등 13명은 1786년 7월 16일, 천수경이 살던 옥류동 계곡에 모여 옥계사(玉溪社) 또는 옥계시사(玉溪詩社)라는 시사를 결성하였다. 당시 천수경은 적여재(積餘齋)라는 호를 썼다. 그러던 중 1790년대 초에 천수경이 소나무와 큰 바위 아래에 초가집을 짓고 당호를 송석원(松石園)이라고 지으면서, 옥계시사도 송석원시사(松石園詩社)로 바뀌어 불렸다. 장혼도 천수경을 따라 옥류동에 이이엄(而已广)이라는 집을 짓고 시사에 함께하였다. 1791년 유두에 열린 이들의 시회(詩會)는 《옥계청유첩》 안에 이인문과 김홍도의 그림으로 남아 있다.
옥계시사가 송석원시사로 불리게 된 이후, 송석원시사는 위항문학을 대표하는 시사로 여겨졌다. 당시 시인으로 이곳에 참여하지 못한 사람은 수치로 여길 만큼 유명하였다. 송석원시사에서는 원래 작은 규모로 시회(詩會)를 열었는데, 점점 사람들이 많아지자 매년 봄가을에 중서부(中書府) 연당(蓮堂)에서 백전(白戰)을 열어, 적게는 30-50명에서 많게는 수백 명의 중인들이 시를 지었다. 무기 대신 종잇장으로 싸운다는 뜻의 백전은 그 인기가 대단하여 밤중에 순라꾼에게 잡혀도 백전에 간다고 말하면 풀려났다고 전해진다. 이렇듯 송석원시사의 백전이 위항문학을 상징할 만큼 유명해지자, 점차 천수경의 집 주변을 모두 송석원으로 부르게 되었다. 송석원은 소나무와 바위로 상징되는 경관이 뛰어나 양반 사대부도 주목하였다. 천수경보다 한 세대 선배 문인인 마성린 등이 1700년대 중반에 결성하여 필운대 일대에서 모였던 서사(西社)도 1791년에 천수경의 초청을 계기로 송석원시사와 교류하였고, 이를 계기로 서사 동인들은 1792년 9월에 천수경과 함께 구로시계(九老詩契)를 재결성하기도 하였다.

### 1800년대
1817년 음력 4월 김정희는 송석원시사가 모이던 뒤편 바위에 가로로 ‘송석원(松石園)’ 각자를 새기고 그 옆에 ‘정축청화월소봉래서(丁丑淸和月小蓬萊書)’라고 관지를 달았다. 송석원 각자는 한 변의 길이가 4치인 정사각형으로 새겨졌다. 이 각자의 위치는 현재 불분명한데, 김영상의 《서울 육백년》에는 ‘송석원 울 안 중간 지점쯤에 있는 꽤 큼직한 벼랑바위에 새겨져 있었다’라고만 언급되었다. 주민들은 각자가 옥인동 47-253번지에 있었던 것으로 추정하고 있다. 반면 최종현은 박노수 가옥 뒤쪽의 계단식 바위 벽에 새겨져 있다가, 지금은 흙에 묻힌 상태라고 보았다. 서용택은 바위째 시멘트로 발라 없어졌다고 증언하였다. 그러나 김정희가 각자를 새겼을 때는 이미 송석원시사가 몰락하던 때로, 1818년에 천수경이 죽은 뒤로는 거의 없어졌다.
이후 김수근이 송석원의 옛터를 사 청휘각을 중건하였으며, 이에 따라 청휘각 일대가 송석원이라 불리게 되었다. 1860년대에 들어 장동 김씨가 힘을 잃고 명성황후를 배경으로 여흥 민씨가 세도정치의 중심점에 서면서, 1870년대에는 민태호와 민규호에게 송석원이 넘겨지기에 이르렀다. 장동 김씨인 김학진은 후일 이를 민규호가 가재우물의 물을 마시고 싶다 하여 어쩔 수 없이 송석원을 넘겼다고 기록하였다. 이후에는 민영익, 민영소, 민영린이 송석원을 차례로 소유하였다.

### 1900년대 이후

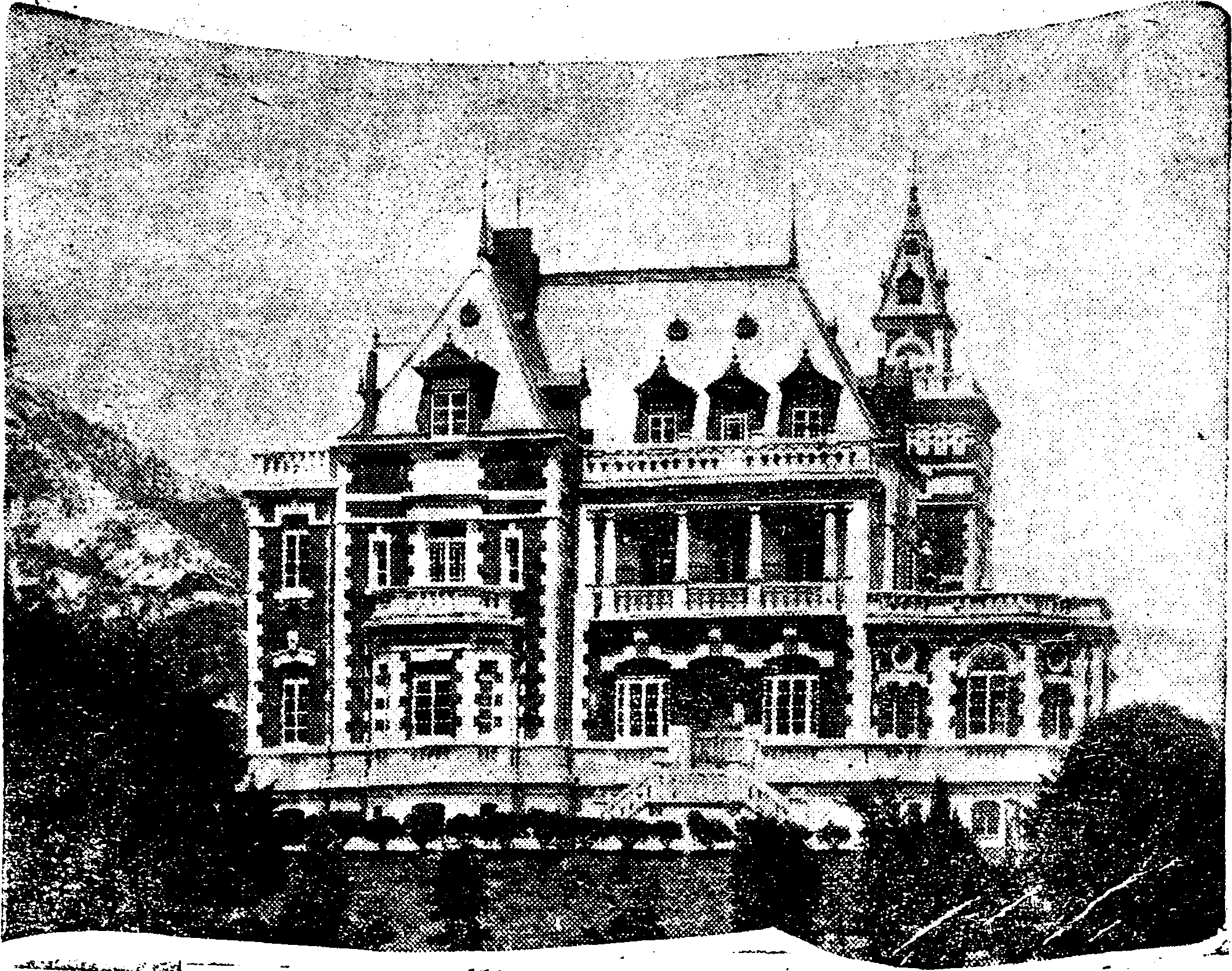
벽수산장 양관 (1926년)

송석원 일대는 1904년 순명비 민씨의 사망을 계기로 매각되면서, 고제익(高濟翊)이 사들였다가 다시 양성환(梁性煥)이 구입하였다. 그러다가 윤덕영이 일본이 준 은사금(恩賜金) 46만원을 들여, 1910년 동지 즈음에 송석원 일대를 매입하였다. 옥인동에서 땅을 끊임없이 사들인 윤덕영은 1917년 기준으로 옥인동 전체 토지 면적의 49.5%(16,628평)를, 1927년 기준으로 53.54%(19,467.8평)를 소유하였다.
윤덕영은 민영찬이 프랑스에서 본 귀족 별장의 설계도를 바탕으로, 1913년에 자신이 소유한 옥인동 대지에 저택 건설을 착수하였다. 그러나 해외의 비싼 자재를 들여 짓게 하느라 많은 건축업자가 파산하면서, 이 집은 1921년만 해도 외부는 완공되었으나 여전히 준공되지 못한 상태였으며, ‘조선에서 가장 사치스러운 집’, ‘아방궁’(阿房宮)이라 불렸다. 결국 벽수산장 양관(洋館)은 1935년에 완공되었으나, 곧장 세계홍만자회 조선지부에 임대되었으며, 윤덕영 사후 윤강로가 1945년에 건물과 부지 일체를 미쓰이광산주식회사로 매각하였다. 윤덕영은 공식적으로는 양관 뒤의 작은 양옥에서 근무하였으나, 홍만자회 조선지부의 대표를 맡았기에 사실상 양관을 사용하였을 가능성도 있다. 양관은 해방 직후 덕수병원으로 쓰였고, 한국 전쟁 중에는 미8군 장교 숙소로 이용되었으며, 1954년 6월부터 한국통일부흥위원단(UNCURK, 언커크) 본부가 입주하여 사용하다가 1966년 4월 5일에 보수 공사 도중 화재로 전소되었다. 언커크는 화재 직후 외교연구원 건물로 청사를 옮겼고, 양관은 총무처에서 관리되다가 1973년 6월에 철거되었다.

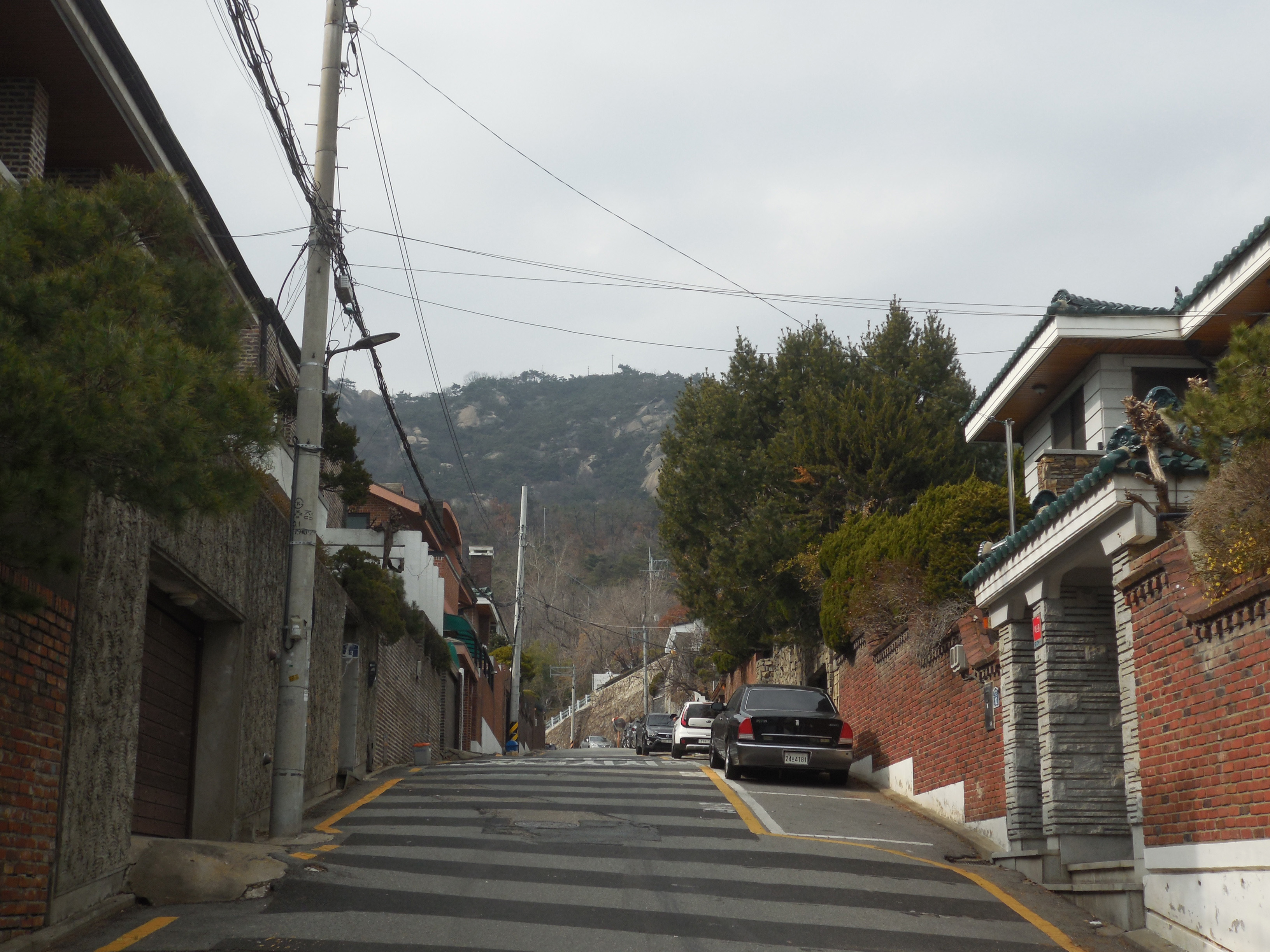
‘엉컹크길’로 불리는 고급 주택지

양관을 철거한 부지는 1978년에 서울신탁은행에게 넘어가고 큰 필지로 분할되었으며, 1970년대 후반에 고급 주택지로 개발되었다. 이 주택지를 관통하는 필운대로9길은 ‘언커크’가 발음이 변한 말인 ‘엉컹크길’로 불린다. 반면 이곳을 제외한 옥인동 47번지 일대, 즉 옥류동 계곡 주변은 한국 전쟁의 피란민을 비롯하여 상경한 지방민이 정착하였다. 이곳은 주로 슬레이트로 지붕을 인 무허가 불량주택이 들어서면서 지번 체계가 불규칙적이다. 옥인동 47번지는 낙후된 채 방치되어 2000년대 초반까지만 해도 도시가스가 들어오지 않았고, 집은 기와나 담이 무너진 곳이 많았다. 2007년 12월 27일에 옥인 제1주택재개발정비구역으로 지정되었으나, 역사문화자원 보전을 위하여 2017년 3월 30일에 해제되었고, 후속 조치로 주거 환경 개선을 위하여 2019년 7월 25일에 주거환경개선사업 정비구역으로 지정되었다.

## 벽수산장

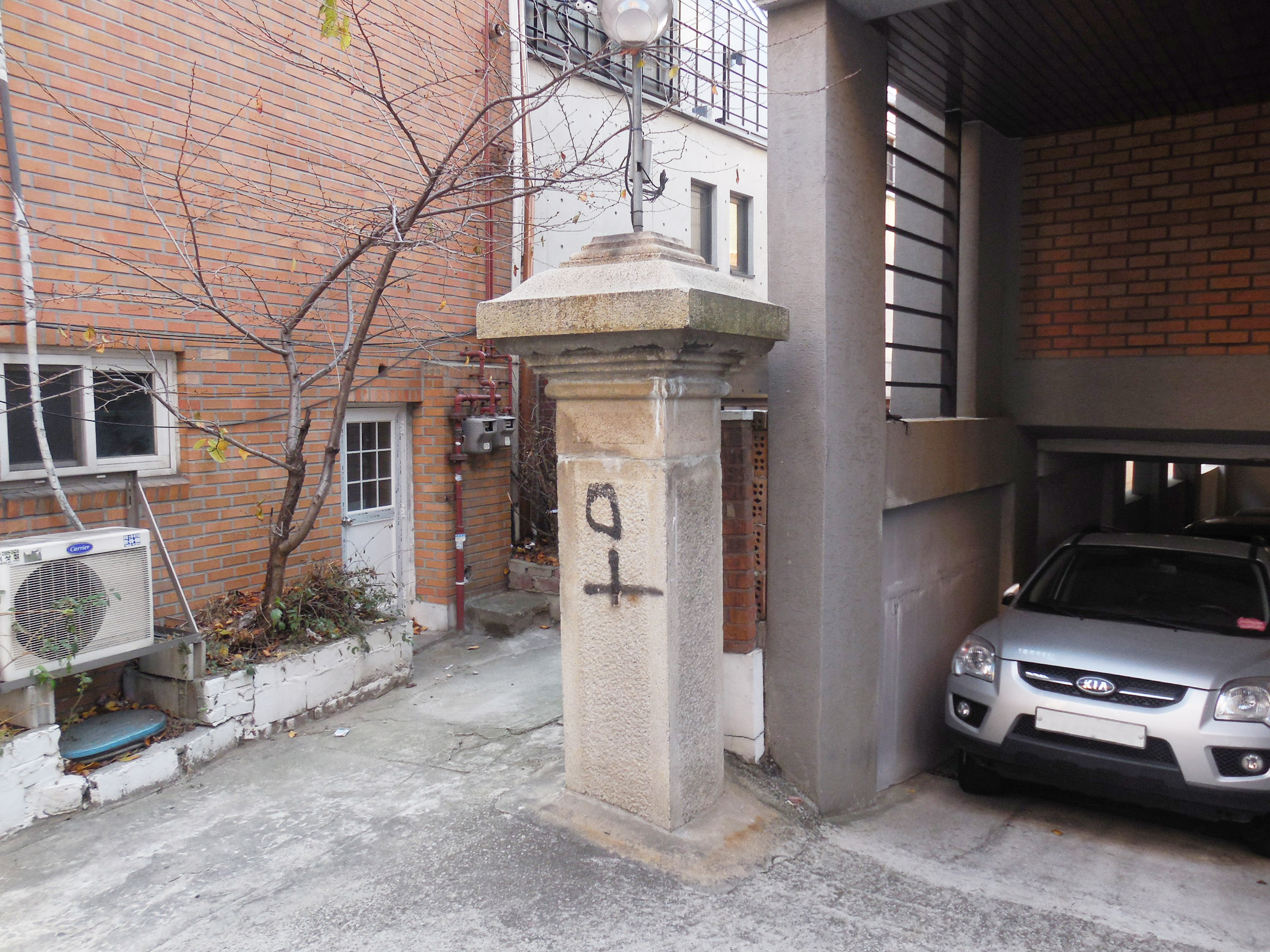
현존하는 벽수산장 대문 기둥

벽수산장은 양관으로 유명하였으나 이는 화재로 남아 있지 않다. 현존하는 부속 건물로는 서용택 가옥과 박노수 가옥이 있다. 그 밖에 벽수산장 정문 기둥 4개 중 3개가 옥인동 47-27번지와 47-33번지 앞에 각각 1개, 2개 남아 있다. 옥인동 62번지 소재 건물 동쪽에는 벽수산장의 벽돌담과 아치 흔적이 남아 있다. 벽수산장의 화재 이후 부재를 가져다가 집을 짓는 주민들도 있었는데, 그 중 하나로 어느 집에는 태극 무늬가 그려진 돌계단 난간이 남아 있다. 정문의 기둥을 축소하여 제작한 석재나, 난간이나 정원에 쓰였을 돌을 가져다 둔 집도 있다.

### 양관
지상 3층·지하 1층 규모로 지어진 서양식 건물로, 지금의 옥인동 47-479·481·487·488번지에 있었다. 프랑스의 저택을 본따 다갈색 벽돌로 지었으며, 벽돌 외에 기둥, 창문, 귓돌 등에 석재를 제한적으로 써 색채 대비를 이루었다. 독일에서 들여온 건축 자재로 지은 이 건물은 해방 이후에는 명동성당을 닮은 첨탑 때문에 ‘뾰죽당’, 일제 때 응접실 천장에 유리로 수족관을 설치하여 금붕어를 길렀다 하여 ‘금붕어집’ 등으로도 불렸다. 인왕산 중턱에 경성 일대를 내려다보는 위치에 우뚝 솟아 있었다.

### 일양정

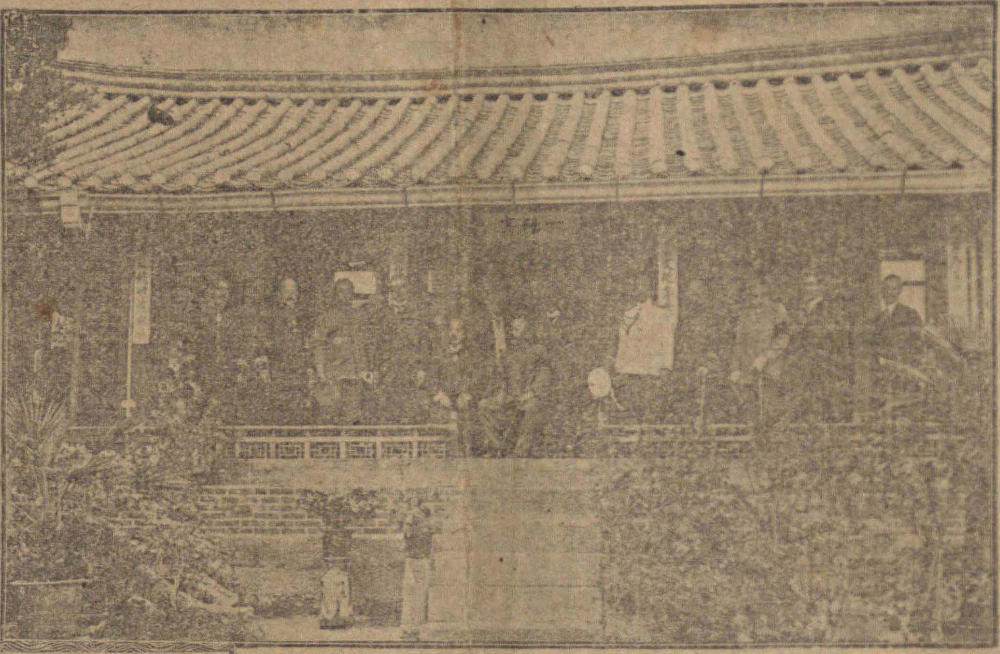
일양정 (1913년)

일양정(日陽亭)은 윤덕영이 청휘각을 계승한다는 명분을 내세우며 새로 지은 건물로, 양관 뒤쪽에 위치하여 본채 역할을 한 한옥의 사랑채였다. ‘정(亭)’이라는 이름이 붙었으나 정자는 아니었고, 장대석과 벽돌로 된 단 위에 지어진 한옥이었으며, 5칸의 기둥마다 주련을 달았다. 최종현은 청휘각과의 관계를 근거로 옥인동 47-383번지에 있었을 것으로 추정하였고, 김해경은 1915년 지형도를 토대로 옥인동 47-269·161번지에 있었을 것으로 추측하였다. 1984년 당시 옥인동 통장이었던 송태준에 따르면 일양정은 1969년에 철거되었고, 서용택에 따르면 1946년에 철거되었다. 또, 현재 철거된 건평 175평의 2층 목조 건물이 옥인동 47-73번지 일대에 있었는데 위치상 본채로 여겨진다.

### 소실댁

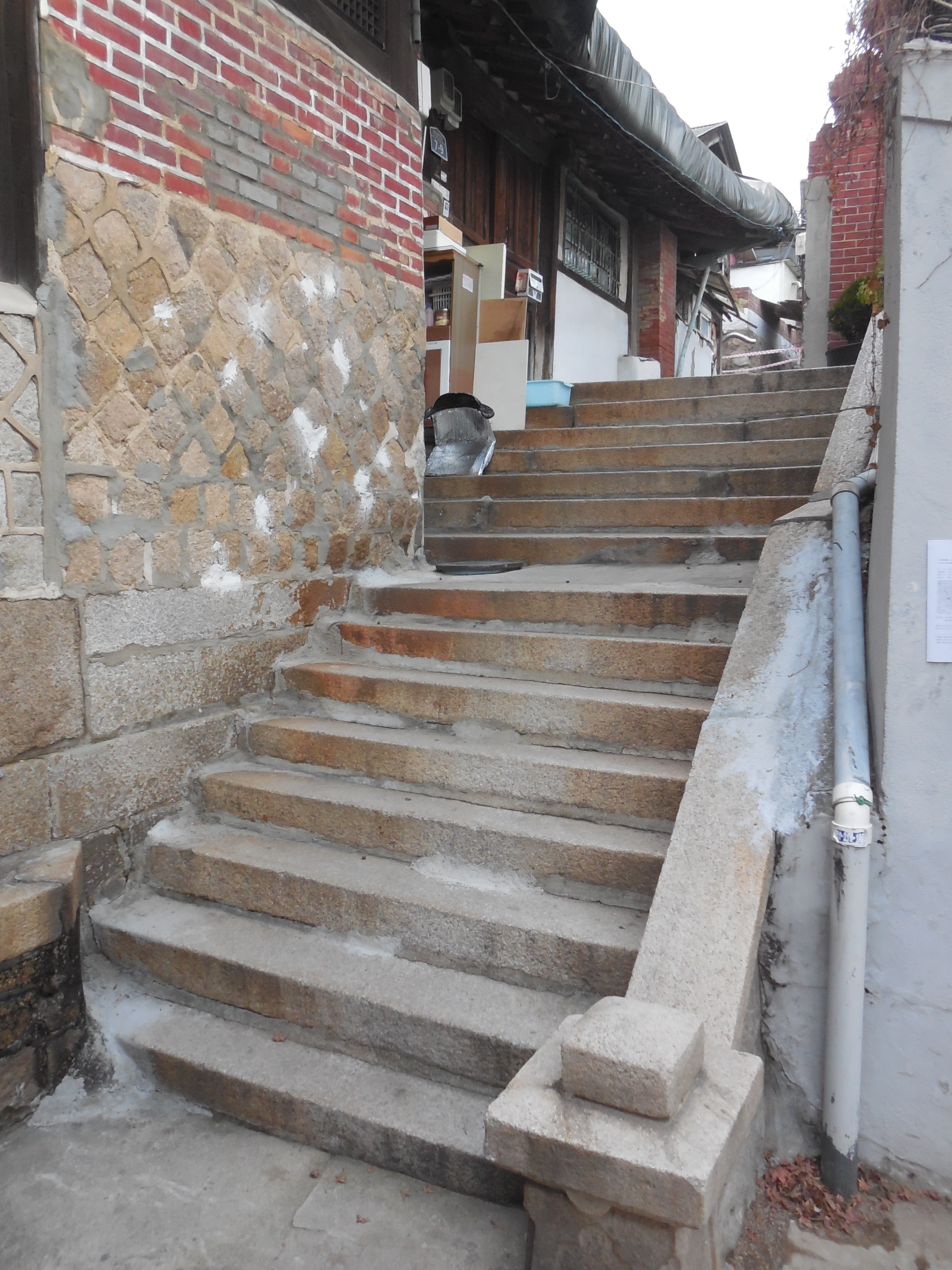
서용택 가옥 입구

윤덕영의 소실(小室) 이성녀(李姓女)가 살던 집으로 ‘소실댁’이라 불렸다. 1919년에 지어진 한옥으로, 한때 순정효황후의 집으로 잘못 알려졌다. 해방 이후 국유였던 소실댁은 1955년에 서용택이 일부 사들였고, 1990년에 그가 가진 지분이 여러 사람에게 나뉘어 팔렸다. 소실댁은 한때 최대 13가구가 나누어 살면서 부분적으로 증축되고 변형되어 퇴락하였고, 2010년 기준으로는 일곱 가구가 나눠 거주하고 있다. 소실댁으로 올라가는 돌계단에는 일본식의 장식이 있다. 남산골한옥마을에는 이 집을 본따 지은 한옥이 있다.

### 박노수 가옥

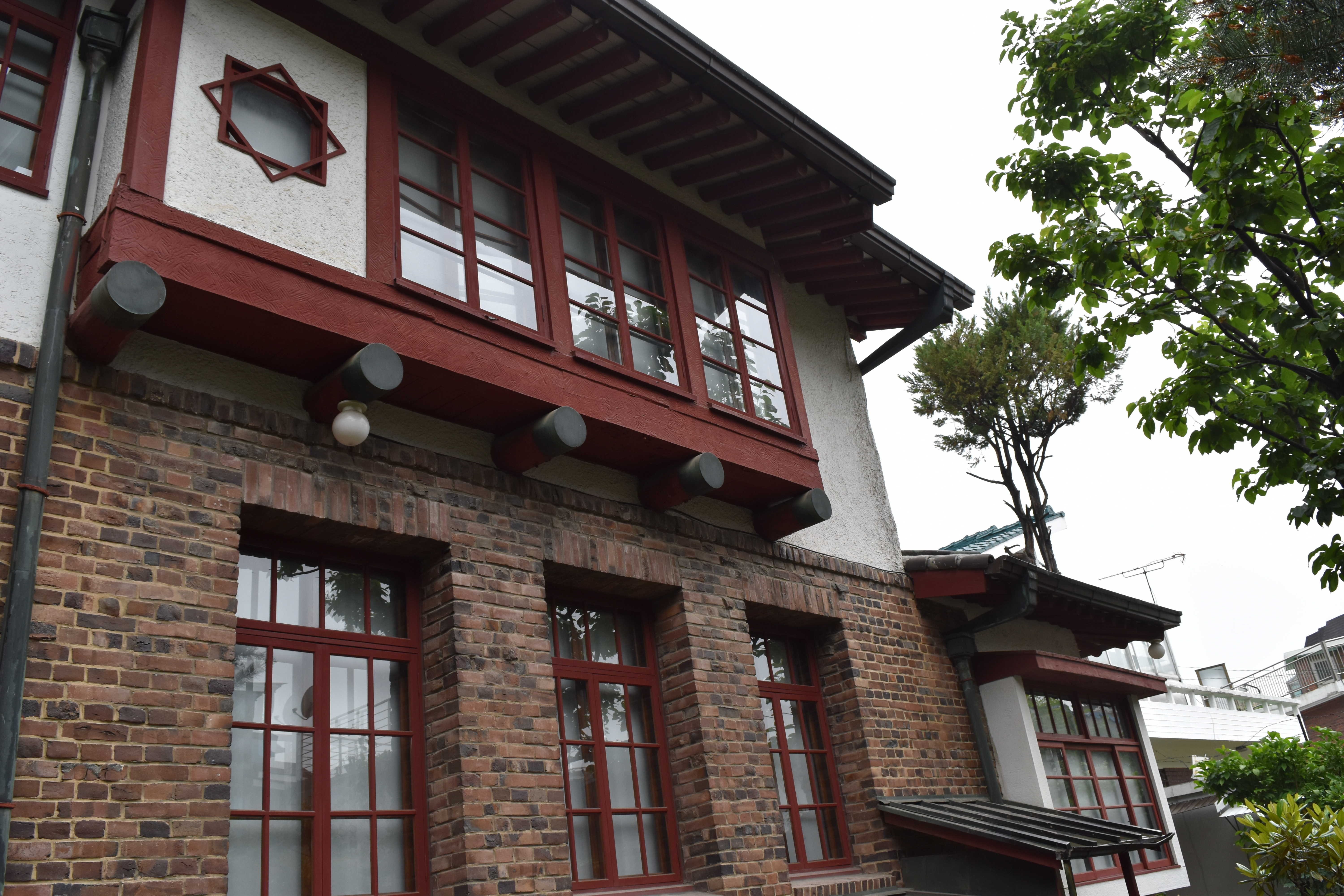
박노수 가옥

옥인동 168-2번지에 있는 지하 1층, 지상 2층 규모의 양옥으로, 1939년 이후 완공되었으며, 당시에는 윤덕영의 맞사위 김호현(金鎬顯)이 소유하였다. 한옥과 프랑스식 건축을 절충하여 박길룡이 설계하였는데, 1973년부터 박노수가 사들여 살다가 2013년에 박노수 미술관이 개관하였다. 1940년대에는 건물 뒤쪽에 양관으로 통하는 도로가 있었다.

### 경관

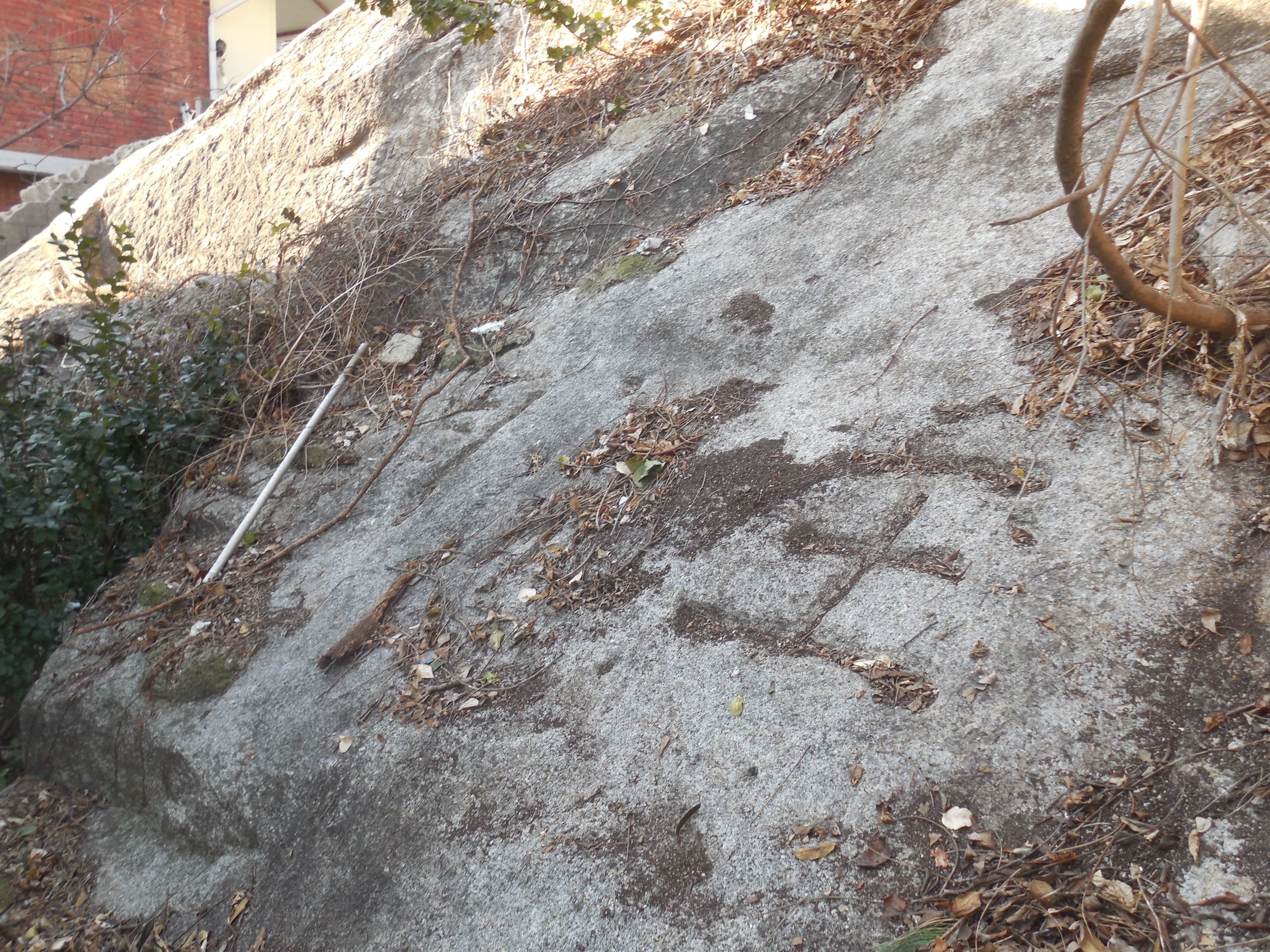
옥류동(玉流洞) 각자

벽수산장을 이루는 건물 주변의 숲은 소나무 등이 자라는 자연 상태였으며, 여흥 민씨가 송석원을 경영하던 시절에 대나무를 식재하였다는 기록이 있다. 윤덕영은 벽수산장을 조성하면서 다양한 나무를 심었는데, 1940년 당시에는 소나무, 벚나무, 느티나무, 개나리, 목련, 감나무, 진달래, 철쭉, 오동나무, 살구나무, 복숭아, 구기자, 등나무, 단풍나무, 수양버들, 은행나무, 향나무, 전나무, 음나무, 앵두나무, 배롱나무, 밤나무, 백송, 너도밤나무, 배나무, 회양목, 참나무, 사철나무, 반송(盤松), 두릅나무, 무궁화 등이 심겨 있었다고 한다. 특히 단풍나무는 윤덕영이 하천을 따라 직접 심었다.
벽수산장의 외곽에는 수성동 계곡(옥류동천 본류)에서 흘러내려오는 물을 모으는 직사각형 모양의 연못, 곧 방지(方池)가 있었다. 약 200평 규모로, 그 안에서 배를 타고 놀았다고 전해진다. 지금의 누상동 1~3번지에 있었다. 또 일양정 부근에는 옥류동 계곡(옥류동천 지류)의 물을 이용한 50평 규모의 연못이 있었다. 지금은 주택 마당의 배수구로 바뀌어 흔적조차 남지 않았다. 벽수산장을 감싸는 이 두 계곡에는 다리가 세 개 있었는데, 그 가운데 정문에서 벽수산장으로 들어가던 다리 오홍교(五虹橋)의 난간석 일부가 옥인동 56번지 세종아파트에 남아 있다.
바위글씨로는 ‘옥류동(玉流洞)’, ‘송석원(松石園)’, ‘귀대(龜臺)’, ‘벽수산장(碧樹山莊)’의 네 개가 있었다. ‘귀대’는 연못 가운데에 있는 거북 모양 바위에 김수근이 썼다고 하며, ‘벽수산장’은 1911년에 윤용구가 썼다고 한다. ‘벽수산장’ 글씨는 ‘송석원’ 글씨 옆에 세로로 새겨졌다. ‘옥류동’은 송시열의 글씨로 전해지며, 1950년대 이후에 소재가 파악되지 않다가 2019년에 발견되었다.

## 참고 문헌
- 김창희; 최종현 (2013). 《오래된 서울》. 서울: 동하. ISBN 9788996787228.
- 김해경 (2016). “벽수산장으로 본 근대정원의 조영기법 해석” (PDF). 《서울학연구》 (서울시립대학교 서울학연구소) (62): 59-93. 2020년 8월 9일에 확인함.
- 박민영 외 (2015). 《2014 동네 再발견》. 서울: 서울특별시. ISBN 9791156214854.
- 서울역사박물관 외 (2010). 《서촌 1: 역사·경관·도시조직의 변화》. 서울: 서울역사박물관. ISBN 9788991553132.
- 안수정 (2006년 2월). 《인왕산 동쪽 기슭의 권력과 경관》 (석사학위논문). 한국교원대학교 교육대학원. 2020년 3월 1일에 확인함.
- 윤평섭 (1984). “松石園에 對한 硏究”. 《한국전통조경학회지》 (한국정원학회) 1 (3): 221-230. 2020년 2월 10일에 확인함. (구독 필요).
- 조한 (2013). 《서울, 공간의 기억 기억의 공간》. 경기: 돌베개. ISBN 9788971995617.
- 최준식 (2020). 《서촌 이야기》. 서울: 주류성. ISBN 9788962464214.
- 허경진 (1999). “인왕산에서 활동한 위항시인들의 모임터 변천사” (PDF). 《서울학연구》 (서울시립대학교 서울학연구소) (13): 87-152. 2020년 8월 9일에 확인함.
- 허경진 (2015). 《조선의 중인들》. 서울: 알에이치코리아. ISBN 9788925555836.